# Thymus sergievskajae
Thymus sergievskajae — вид рослин родини глухокропивові (Lamiaceae), ендемік Росії (Красноярськ, Якутськ).

## Опис
Рослина 5–10 см. Листки коротко черешкові, від еліптичні до ромбічних, 4–9 мм завдовжки, з верхньої сторони пластини оголені чи коротко волосаті, з нижньої сторони пластини довго, біло волосисті. Суцвіття витягнуті; квітки 6–7 мм довжиною, бузкові.

## Поширення
Ендемік Росії (Красноярськ, Якутськ).